# Автошлях О 020207
Автошля́х О 020207 — автомобільний шлях довжиною 20 км, обласна дорога місцевого значення в Вінницькій області. Пролягає по  Гайсинському району від села Флорине до села Голдашівка.